# 日綜産業
日綜産業株式会社（にっそうさんぎょう、英 NISSO Industries Co., Ltd）は、建築、土木、造船、プラントなどの建設用仮設機材の開発、設計、製造、販売、レンタルを行う企業。

## 沿革
- 1968年6月19日 - 東京都江戸川区に本社設立
- 1969年 4月 - 安全手すり「スタンション」販売開始
- 1970年12月 - 千葉県に船橋工場設立
- 1971年 7月 - 東京都中央区日本橋蛎殻町に本社移転
- 1975年 3月 - 茨城県に友部工場新設
- 1975年 5月 - 「トビック」販売開始
- 1979年 1月 - 米国ロサンゼルスにニッソーアメリカ設立
- 1980年 7月 - 「NS工法」販売開始
- 1981年 2月 - アルミ製安全通路「フライングブリッジ」販売開始
- 1982年 6月 - 「コラムステージ」販売開始
- 1985年11月 - 茨城県に岩間事業所を開設
- 1987年 1月 - 「ニッソー3Sシステム」販売開始
- 1988年 4月 - 3Sシステムが仮設工業会仮設構造物等の安全に関する承認制度第一号に認定
- 1989年 3月 - 西独フランクフルトにニッソーヨーロッパGmbhを設立
- 1989年 7月 - 滋賀県に八日市事業所を開設
- 1990年 6月 - 千葉県幕張テクノガーデンにニッソーテクノプラザを開設
- 1992年 7月 - 「ドボクシリーズ」販売開始
- 1992年 7月 - 建設現場安全管理部 発足
- 1993年10月 - 小野辰雄社長が緑十字賞を受賞
- 1994年 9月 - 「シルクロード」販売開始
- 1995年 1月 - 阪神淡路大震災復興本部 開設
- 1995年 9月 - 「メガベント・マルチベント シリーズ」販売開始
- 1996年10月 - 「シルクロード」が建設業労働災害防止協会より顕彰を受賞
- 1997年 5月 - （社）土木学会より技術功労賞を受賞
- 1997年10月 - 「ドッキングタワー」販売開始
- 1998年 2月 - 長野オリンピック開閉会式場に3万席仮設スタンド採用
- 1998年 5月 - 手すり先行工法「NISSO F-1シリーズ」販売開始
- 2001年 4月 - ISO9001認証取得
- 2002年 6月 - OHSAS18001認証取得
- 2003年 4月 - ISO14001認証取得（トリプルマネジメント企業となる）
- 2003年 5月 - 「法面足場シリーズ」販売開始
- 2007年 4月 - 「ルネッサンスシリーズ」販売開始（「コンボキシィ」・「フラッピー」・「セフテージ」・「キャリテージ」）
- 2008年12月 - 金属折板屋根墜落防護用支柱を販売開始
- 2009年 5月 - アルミ製幅木付先行手すり枠「セフトパラペッター」販売開始
- 2009年 9月 - ワンタッチ式L型幅木「セフトバンパー」販売開始
- 2010年12月 - 「レイルウエイシリーズ」（「コネクションデッキ」）開発
- 2011年 8月 - 東北各県に仮設住宅納入
- 2012年 4月 - 「3Sサークルシステム」開発
- 2012年 5月 - 法面2号が国交省NETISの推奨技術に選定される
- 2013年 5月 - 創立45周年沖縄記念大会を開催（小野辰雄 代表取締役社長が代表取締役会長に就任）（小野大 代表取締役副社長が代表取締役社長に就任）
- 2014年 3月 - 千葉県元気印大賞（県知事賞）受賞
- 2014年 6月 - 米・セーフウェイ社と業務提携「クイックデッキ」販売開始
- 2015年 1月 - ジョイント足場「トビノス」・単管足場用伸縮手摺「プラワンガード」販売開始
- 2018年12月-九州にエンジニアリングトレーニングセンター開設
- 2019年1月-クイックデッキが国交省NETISの準推奨技術に選定
- 2020年9月-QuikDeckの新部材「クイックデッキライト」発表・販売開始
- 2022年3月-JFEエンジニアリングとの共同開発「アンブレラ・デッキ」プレスリリース

## 関連会社
- 日綜ホールディングス（株）
- 日綜ゴンドラ（株）
- ニッソーインターナショナル（株）
- （株）ニッソーテクノコーポレーション
- （株）ニッソーメローシステム
- （株）伸成鋼業所